# Infantería motorizada

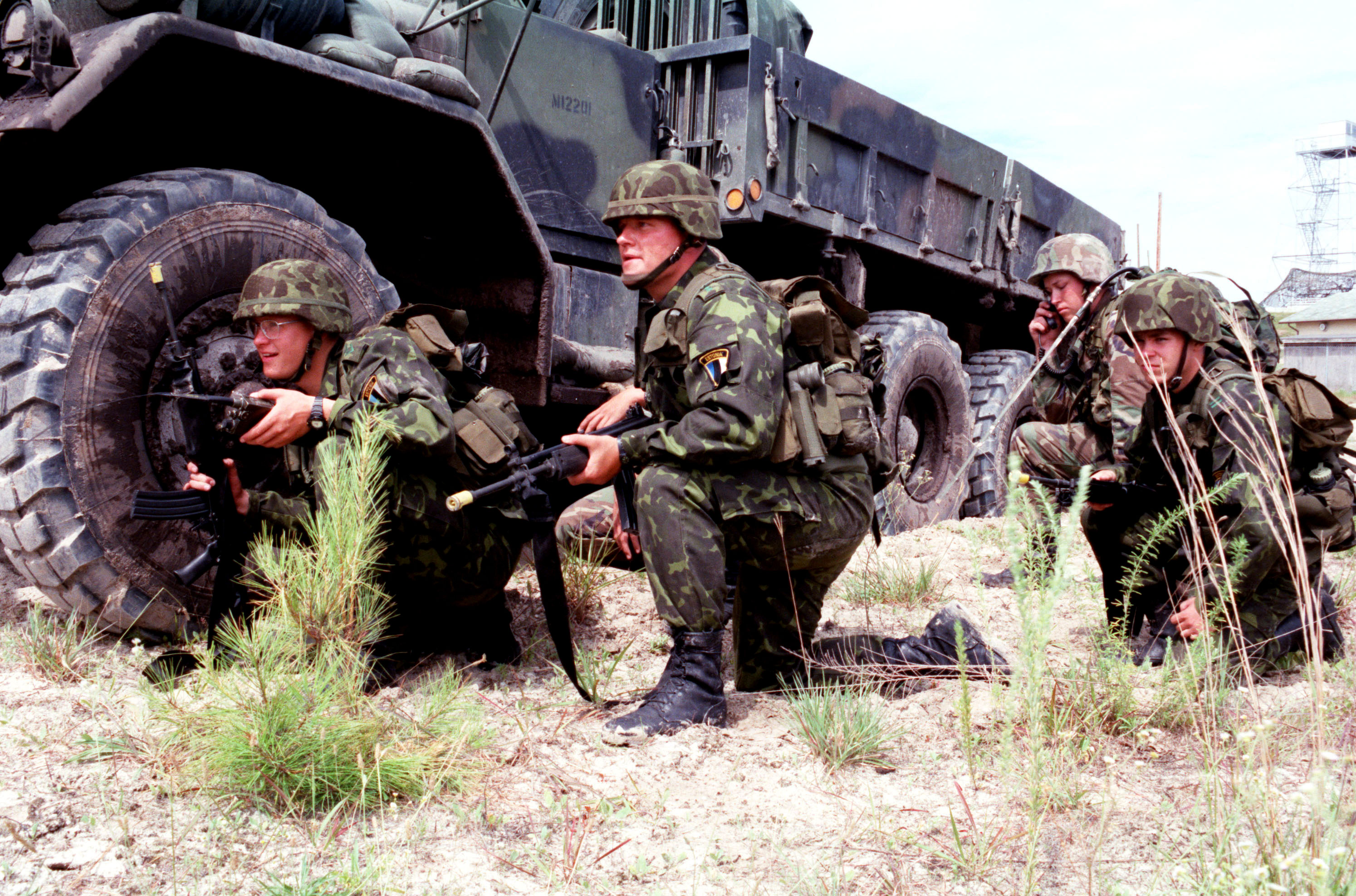
Infantería motorizada de Estonia.

En los países miembros de la OTAN y la mayoría de países occidentales, la infantería motorizada es aquella infantería que es transportada en camiones u otros vehículos sin blindaje. Se distingue de la infantería mecanizada, que es transportada en transportes blindados de personal (TBP) o vehículos de combate de infantería (VCI).

## Características
La motorización de la infantería es el primer paso hacia la mecanización de un ejército. Los camiones civiles se adaptan rápidamente para transportar soldados, remolcar cañones o transportar equipos y suministros. Esto es un gran incremento de la movilidad estratégica de las unidades de infantería, que de lo contrario tendrían que marchar o utilizar ferrocarriles. En la práctica, los ejércitos encontraron que es ventajoso desarrollar camiones según especificaciones militares, tales como los de tracción a todas las ruedas, para tener vehículos que funcionen fiablemente en todo tipo de clima y terreno.
La motorización no ofrece una ventaja táctica directa en los enfrentamientos de pequeñas unidades, porque los camiones y vehículos todoterreno son vulnerables a los disparos de artillería y armas ligeras. Sin embargo, en grandes batallas, la infantería motorizada tiene la ventaja de su movilidad, permitiéndole dirigirse rápidamente a los sectores críticos del campo de batalla y tener una mejor respuesta a los movimientos del enemigo, así como la habilidad de rodearlo.
La desventaja de la motorización es que la formación necesita muchos vehículos y suministros de combustible para ser eficaz.

## Historia
La Primera Guerra Mundial fue el primer conflicto en donde se emplearon vehículos con motor de combustión interna para transportar pertrechos y personal, así como para combatir al enemigo. Automóviles convencionales y blindados eran desplegados para atacar las posiciones enemigas y sus trenes, además de ser empleados para patrullar el frente. Sin embargo, esto se hizo a pequeña escala y la mayoría de movimientos se hacían a pie, mientras que la logística se llevaba a cabo con trenes y vehículos tirados por caballos.
La expedición punitiva contra Francisco Villa fue un importante empleo del automóvil blindado por parte de la Caballería de los Estados Unidos al mando del General Pershing. Allí, el Teniente George S. Patton entró en contacto con la guerra mecanizada cuando lideró un pequeño grupo de soldados contra las fuerzas de Villa en el Rancho San Miguelito.
Después de la guerra, los principales ejércitos del mundo vieron el gran beneficio que los vehículos motorizados podían tener sobre la logística y la eficacia combativa de sus unidades de infantería.  
En el período de entreguerras, los británicos crearon la Fuerza Mecanizada Experimental para probar las capacidades de las unidades mecanizadas de todas las ramas de las Fuerzas Armadas, incluyendo a la infantería motorizada ("Batallones Motorizados").

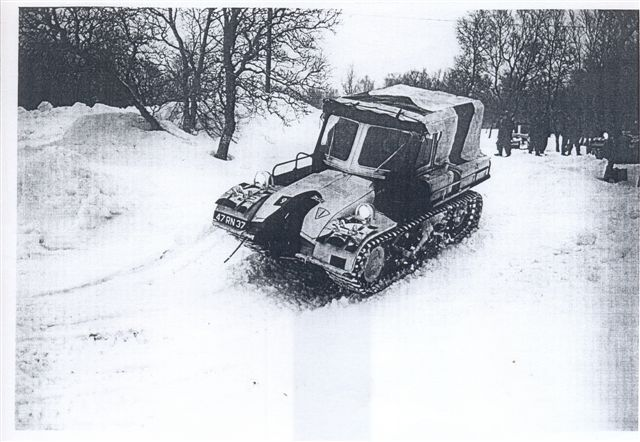
Un Snow Trac patrullando en Noruega durante la Guerra Fría (1975).

La ventaja de la velocidad de la infantería motorizada fue importante en la Segunda Guerra Mundial para el Blitzkrieg alemán. Aunque no era más robusta que la infantería marchando, su incrementada velocidad fue decisiva en la estrategia del Blitzkrieg porque le permitía seguir a las formaciones Panzer y defender sus flancos. 
No obstante, la economía alemana no tenía la verdadera capacidad como para motorizar debidamente a las unidades alemanas que lo ocupaban (la economía alemana, además de ser bloqueada, sufría de una enorme burocracia y de que solo fue realmente revitalizada hasta la llegada de Albert Speer, pero para ese entonces el ejército alemán solo se encontraba retrocediendo). 
A pesar de las obvias ventajas de la motorización, la mayoría de países solamente optaron por una motorización parcial de su infantería debido a los costos e implicaciones logísticas de desplegar tantos vehículos. Incluso los grandes ejércitos eran afectados por aquellos factores. La motorización de los ejércitos requería una masiva industrialización de la economía a fin de sopotar el alto costo de la producción de vehículos, piezas de repuesto y combustible. 
El grueso de la infantería alemana y soviética seguía marchando. Mientras que algunas unidades del Heer, como las divisiones blindadas, estaban muy mecanizadas, la mayoría del ejército todavía empleaba caballos debido a su inconsistente suministro de combustible.
Las divisiones estadounidenses de infantería podían, en caso de necesidad, redirigir las actividades de suficientes camiones para motorizar un regimiento de infantería. Igualmente, las divisiones de infantería del Reino Unido y sus colonias podían motorizar unidades subordinadas elegidas, pero la infantería avanzaba a pie en la mayoría de casos.
Después de la Segunda Guerra Mundial, finalmente la mayoría de ejércitos motorizaron por completo y mecanizaron parcialmente a su infantería. Las mejoras de ingeniería durante el siglo XX permitieron desplegar vehículos cada vez más grandes. 
En Rusia y la ex Unión Soviética, la palabra motostrelki (Мотострелки en ruso) es empleada para describir a la infantería mecanizada; durante la guerra de Corea, este uso prevaleció en todos los países del Pacto de Varsovia. Estas divisiones de "fusileros motorizados" eran principalmente mecanizadas, pero tenían un núcleo de infantería motorizada. En la práctica, esto significaba que la infantería de las divisiones soviéticas y rusas de "tanques" viajaban en vehículos sobre orugas BMP, mientras que las divisiones de "fusileros motorizados" estaban equipados con vehículos sobre ruedas BTR.

## Infantería motorizada estadounidense en el presente

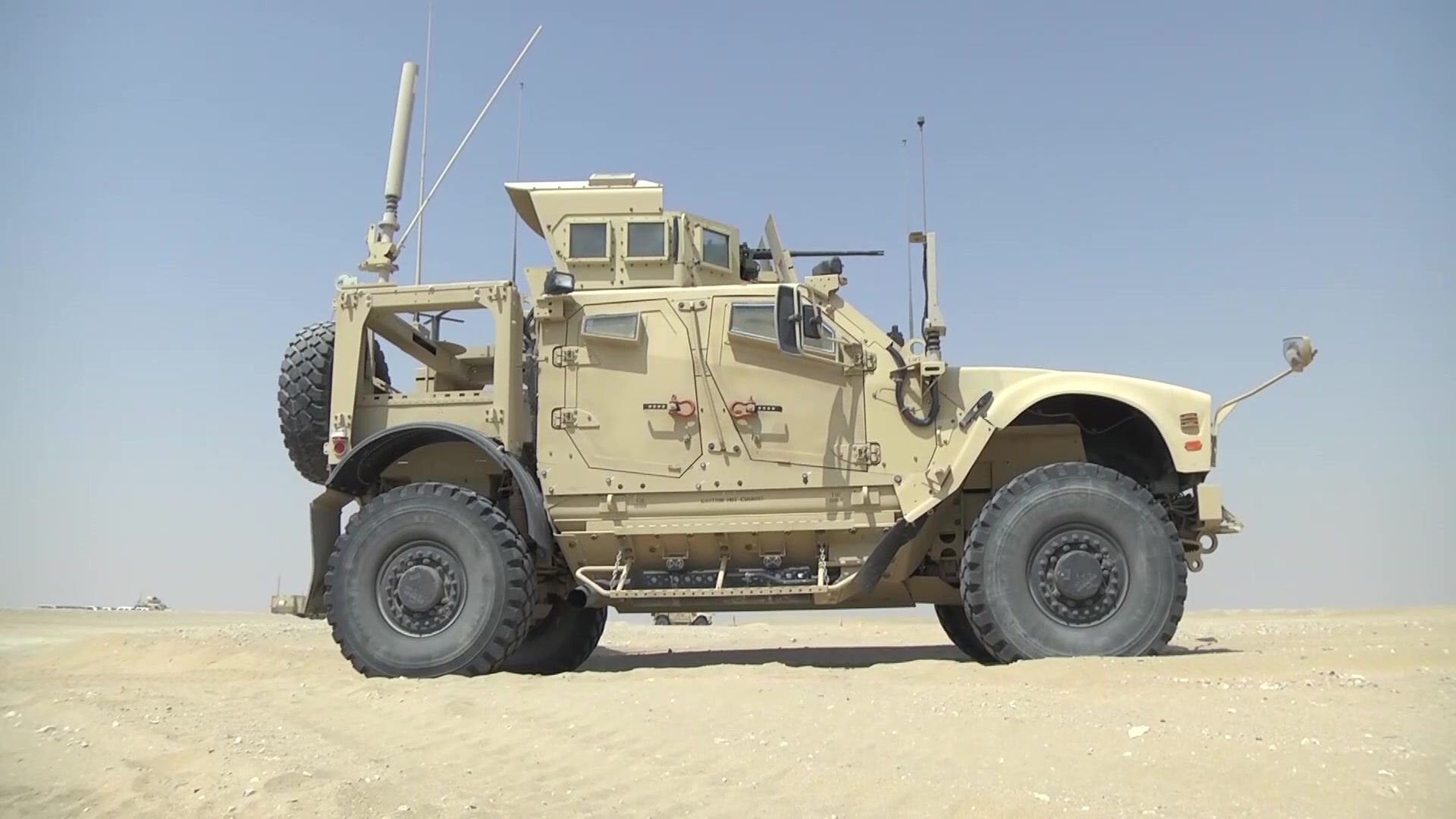
Un M-ATV en Camp Buehring, Kuwait, durante un ejercicio de tiro el 30 de agosto de 2017.

Después de la guerra de Vietnam, las Fuerzas Armadas estadounidenses vieron la necesidad de un transporte ligero de escuadra. Este proyecto dio origen al Humvee, que fue ampliamente empleado por el Ejército y el Cuerpo de Marines en la guerra del Golfo, la guerra de Afganistán y la invasión de Irak de 2003. Los últimos dos conflictos resultaron en una insurgencia a gran escala y se incrementó el uso de los artefactos explosivos improvisados. Rápidamente estos fueron la principal causa de bajas a las fuerzas de la OTAN. El resultado fue un cambio de los vehículos ligeramente blindados a vehículos sobre orugas o vehículos MRAP con blindaje más grueso. Durante el periodo de uso del Humvee en Irak y Afganistán, antes de la introducción de los MRAP, lentamente se hizo más blindado con grandes torretas, vidrio blindado y blindaje adicional en las puertas y sus componentes. Se desarrollaron vehículos MRAP con menos blindaje, pero más veloces y ligeros, bajo el programa Joint Light Tactical Vehicle, tales como el Oshkosh L-ATV y el Oshkosh M-ATV. Estos fueron descritos como "el primer vehículo específicamente construido para el campo de batalla moderno y sus redes". Estos vehículos fueron desplegados en Rojava, Siria, durante la Operación Resolución Inherente.
Para transporte fuera de zonas de combate, las Fuerzas Armadas estadounidenses despliegan una variedad de camiones, incluyedo al MTVR del Cuerpo de Marines y la serie MTV del Ejército. La Guardia Nacional de los Estados Unidos y otras unidades de reserva también despliegan modelos más viejos, tales como el M939.